# Norm Dawson
Thomas Norman Dawson, detto Norm (Alford, 8 ottobre 1911 – Windsor, 14 febbraio 2003), è stato un cestista canadese.

## Carriera
Ha fatto parte della nazionale di pallacanestro del Canada che ha conquistato la medaglia d'argento alle Olimpiadi di Berlino 1936, ma non ha giocato alcuna partita e il suo nome non figura tra i premiati.
Nel periodo delle Olimpiadi, giocava con i Windsor Ford V-8's.